# Abrothallus welwitschii
Abrothallus welwitschii är en lavart som beskrevs av Mont. 1856. Abrothallus welwitschii ingår i släktet Abrothallus, divisionen sporsäcksvampar och riket svampar.  Arten är reproducerande i Sverige. Inga underarter finns listade i Catalogue of Life.